# Kadua coriacea
Kadua coriacea ist eine Pflanzenart aus der Gattung Kadua in der Familie der Rötegewächse (Rubiaceae). Sie kommt endemisch auf Hawaii vor.

## Beschreibung

### Vegetative Merkmale
Kadua coriacea wächst als kleiner aufrechter Strauch. Die Stämme haben einen stielrunden bis leicht gerippten Querschnitt und sind kahl oder im oberen Bereich borstig behaart.
Die gegenständig an den Zweigen angeordneten Laubblätter sind in einen Blattstiel und eine Blattspreite gegliedert. Der Blattstiel ist 0,5 bis 1 Zentimeter lang. Die einfache, leicht ledrige Blattspreite ist bei einer Länge von 3 bis 8 Zentimetern sowie einer Breite von 0,7 bis 3 Zentimetern von elliptisch bis länglich, seltener auch eiförmig bis lanzettlich geformt. Die Oberseite der Blattspreite ist kahl, seltener auch borstig behaart, während die Unterseite kahl oder fein bis borstig behaart ist. Die Spreitenbasis läuft keilförmig oder abgerundet zu, die Spreitenspitze ist stumpf und der Spreitenrand ist ganzrandig. Von jeder Seite des Blattmittelnerves zweigen mehrere Seitennerven ab, welche auf der Spreitenunterseite ein auffälliges, netzartiges Muster bilden. Die Nebenblätter ähneln den Laubblättern, sind mit der Basis des Blattstieles verwachsen und bilden dadurch eine stachelspitzige Blattscheide. Die dreieckige Blattscheide ist bis zu 0,3 Zentimeter lang und hat eine zugespitzte Stachelspitze.

### Generative Merkmale
Die endständigen, schirmrispenartigen, zymösen Blütenstände weisen meist ein paar kleinere seitenständige zymöse Blütenstände auf. Die Blütenstände enthalten mehrere Einzelblüten.
Die vierzähligen Blüten sind radiärsymmetrisch. Der kreiselförmige Blütenbecher wird etwa 0,5 Millimeter lang. Die Kelchblätter sind miteinander zu einer Kelchröhre verwachsen. Die blattartigen Kelchlappen sind bei einer Länge von 0,5 bis 0,7 Millimetern dreieckig geformt. Die fleischigen, kahlen oder fein behaarten Kronblätter sind stieltellerförmig miteinander verwachsen. Die Kronröhre erreicht eine Länge von 0,5 bis 1 Zentimeter und hat einen annähernd quadratischen Querschnitt. Die vier Kronlappen erreichen Längen von rund 0,3 Zentimetern und weisen ein etwa 0,5 Millimeter langes, zurückgebogenes Anhängsel auf. Der gelappte Griffel ist im unteren Drittel wollig behaart.
Die Kapselfrüchte sind bei einer Länge von 0,4 bis 0,7 Zentimeter und einer Dicke von 0,3 bis 0,4 Zentimeter becher- bis kreiselförmig geformt. Das Endokarp ist stark verholzt. Jede der Früchte enthält mehrere dunkelbraune Samen. Sie sind unregelmäßig geformt und zusammengedrückt.

## Vorkommen und Gefährdung
Das natürliche Verbreitungsgebiet von Kadua coriacea liegt auf einigen zu Hawaii gehörenden Inseln. Kadua coriacea war ursprünglich ein Endemit, der auf den Inseln Hawaii, Maui und Oʻahu vorkam, aber mittlerweile auf Maui und Oʻahu als ausgestorben gilt.
Kadua coriacea gedeiht zumindest auf der Insel Hawaii in Höhenlagen von ungefähr 305 Metern. Die Art wächst dort in trockenen bis mäßig feuchten Wäldern.
Kadua coriacea wird in der Roten Liste der IUCN als „vom Aussterben bedroht“ eingestuft. Als Hauptgefährdungsgründe werden die Verdrängung durch invasive Arten sowie die Lebensraumzerstörung durch eingeschleppte und verwilderte Tiere sowie Dürren und Waldbrände genannt. Die Vorkommen auf Maui und Oʻahu gelten bereits als ausgestorben. Der Gesamtbestand, welcher sich aus einer 167 Pflanzen umfassenden Population zusammensetzt, wird als rückläufig angesehen.

## Taxonomie
Die Erstbeschreibung als Hedyotis coriacea erfolgte 1802 durch James Edward Smith in The Cyclopaedia; or, universial dictionary of arts, …. Warren L. Wagner und David H. Lorence überführten die Art als Kadua coriacea im Jahr 2005 in Systematic Botany in die Gattung Kadua.